# وجدی کشریده
وجدی کشریده (انگلیسی: Wajdi Kechrida؛ زادهٔ ۵ نوامبر ۱۹۹۵) بازیکن فوتبال اهل تونس است.
از باشگاه‌هایی که در آن بازی کرده‌است می‌توان به باشگاه فوتبال ستاره ساحلی اشاره کرد.
وی همچنین در تیم‌های ملی فوتبال زیر ۲۳ سال تونس و تونس بازی کرده‌است.